# 唐太宗遊地府
唐太宗遊地府是中國古典小說的一段傳奇，最早記載於唐代《朝野僉載》，為明代章回小說《西遊記》中唐三藏西天取經的緣起。
民間戲說涇河龍王與袁守誠賭降雨，因為違反玉帝聖旨私改降雨時辰及雨量，被魏徵夢斬龍首，涇河龍王因此糾纏唐太宗，導致唐太宗遊地府、還魂、召開水陸大法會，以此引出唐僧取經的故事。

## 故事
考證「唐太宗遊地府」的演變，其實原本是與《西遊記》沒有關係的小說，主要是描述玄武門事變的情境。明朝洪武年間流傳的《西遊記雜劇》，並沒有唐太宗的故事。永樂年間前期，這個傳奇開始與《西遊記》合併，成為「西天取經」的楔子。以下情節是根據《西遊記》（世德堂本）第十回至第十二回的版本。

袁守誠涇河問卦賭雨
貞觀十三年，長安城西門街有位賣卦先生袁守誠，占卦之術極為準確，引得涇河龍王的不滿，與袁守誠賭降雨。涇河龍王求勝心切，違反天庭敕旨，私自變改降雨時辰和雨量，觸犯天條規律，引來殺身之禍。涇河龍王求袁守誠指點迷津，告之次日午時三刻，由唐王駕下丞相魏徵監斬，如若向唐王討要人情，可保無事。
夢中斬龍王
涇河龍王托夢唐太宗，拜求唐王救命，太宗應下並於是日召見魏徵，入宮下棋對弈。兩人對弈棋局未終，魏徵忽然伏在案邊盹睡，唐太宗任由魏徵睡著，不曾呼喚。魏徵醒後跪求唐王赦罪，此時門將禀報天有異象，雲端落下龍頭，魏徵告之夢中出神，已經斬下龍首。
龍王冤魂不散
唐太宗當夜入睡，夢見龍王討要性命，宮門外有號泣之聲，使得唐太宗寢食難安、夜不成眠。次夜，秦叔寶、尉遲恭二將在宮門外把守，太宗在宮內安寢無事。
唐王遊地府
龍王告狀地府，使得唐太宗忽病不起，傳旨眾臣商議身後大事，魏徵寫下一封書信，托唐王轉交判官崔珏。唐太宗過身後靈魂來到地府，判官帶領遊歷地府各處，與十殿閻王相談甚歡。判官閱信之後，檢查生死簿，為唐太宗添加陽壽，並送其還魂。唐太宗應允閻王送來瓜果答謝，經過枉死城遇見兄弟討命、鬼魂索取金銀，唐太宗應下在陽間辦水陸大法會，超度鬼魂。
劉全進瓜果
陽間有一人名叫劉全與妻子爭執，妻子自縊而死，留下兩名子女，劉全心灰意冷，決定撇下兒女，願意身死入陰間送瓜果。閻王喜得瓜果並聽聞劉全家事，決定放劉全夫妻兩人回返陽間，但是劉全妻子的肉體已經埋葬，巧遇唐王之妹李玉英過世，於是附在其身還陽。唐太宗於是將其妹的衣物首飾，盡賞賜劉全，尤如陪嫁一般，另外賜與劉全永免差徭的御旨。
水陸大法會
唐太宗頒布御旨，召集天下僧人開大法會，普渡眾生，眾人推舉玄奘法師為壇主，設建道場，主持大法會，冊封大闡官爵，賜下法寶五彩織金袈裟一件，以及毘盧帽一頂。

## 其他版本
根據《隋唐演義》的闡述，唐太宗殺害兄弟奪位，因此被陣亡將士的鬼魂騷擾，某日忽然患病不起，魂遊地府，刻畫爭奪皇位的政治鬥爭。

## 相關作品
- 《西遊記》，明代吳承恩作章回小說，其中〈第十回〉至〈第十二回〉描述唐太宗遊地府的傳奇，並引出唐三藏西天取經的故事。

- 《混唐後傳》第一回，明代鍾惺作章回小說。

- 《隋唐演義》第六十八回，清代褚人穫作章回小說。

- 《唐王遊地府》，京劇劇本，載闊亭編。

- 《朝野僉載》卷六，唐代張鷟作筆記小說，其中一段提到唐太宗夢見身在冥府，有冥官問及「六月四日」（玄武門事變）之事。

- 《唐太宗入冥記》，1900年敦煌藏經洞出土變文經卷，描述玄武門事變的經過。

- 《李世民遊地府》，1978年台灣電影，金陵仁執導，楊群、崔福生、沈雪珍、秦夢、安平、陳慧美、葛香亭、韓江、胡奇等人主演。

- 《李世民夢遊記》，1985年台灣中視歌仔戲，郭春美、易淑寬 、張秀琴、柳青等人主演。

- 《西遊記》（張紀中版本），2011年中國大陸電視劇，張建亞導演、張紀中製作，是中國大陸影視作品中首次拍攝「唐太宗遊地府」情節，于广东南方卫视首播的时候有该情节，上星播放时因涉及宣揚封建迷信的緣由被審查刪除。

## 另見
- 門神
- 劉全進瓜
- 夢斬涇河龍
- 玄武門事變